# Pedagógiai Pszichológiai Könyvtár
A Pedagógiai Pszichológiai Könyvtár egy 20. század elején megjelent magyar pedagógiai–pszichológiai könyvsorozat, amely a következő köteteket tartalmazta:
- 1. Vértes O. József: Ideges gyermekek tanítása. 1912. 28 l.
- 2. Vértes O. József: Gyógypedagógiai és középiskola. 1913. 28 l.
- 3. Fürj Pál: Gyengeelméjű gyermekek emlékezete. 1913. 23 l.
- 4. Vértes O. József: A gyógyító pedagógia fogalma és köre. 1915. 20 l.
- 5–6. Lázár Szilárd: Adalékok a tanulás pszichológiájához. 1916. 1916. 19 l.
- 7. Ganyó Vilmos: Gyermekvédelem és gyógyító pedagógia. 1918. 19 l.